# 1er prairial
1er floréal 1er messidor
Le primidi 1er prairial, officiellement dénommé jour de la luzerne, est le 241e jour de l'année du calendrier républicain.
C'était généralement le 20e jour du mois de mai dans le calendrier grégorien.

## Événements
- An III : 20 mai 1795
  - Insurrection populaire violemment réprimée